# 시미즈 다케시
시미즈 다케시(일본어: 清水 武士, 1975년 8월 18일 ~ )는 일본의 전 축구 선수이다.

## 구단 경력
1994년 J1리그의 벨마레 히라쓰카에 입단했다. 그후 재팬 풋볼 리그의 방포레 고후로 이적했다. 1999년 J2리그로 승격했다. 1999년후 현역 은퇴.